# دهستان ناجا
دهستان ناجا (به لاتین: Naja Gewog) یک دهستان در کشور بوتان است که در ناحیهٔ پارو واقع شده‌است.